# カラベリ
カラベリ（Caravelli、本名はクロード・ヴァゾーリ（Claude Vasori）、1930年9月12日 - 2019年4月1日）は、フランス・パリ生まれの指揮者、作曲家。
ポール・モーリア、レイモン・ルフェーヴルらと肩を並べるほどの日本でも人気を誇るイージーリスニング全盛期（特に1970年代から1980年代）のアーティスト。1977年に「カラベリときらめくストリングス」から「カラベリ・グランド・オーケストラ」へ改称している。
2019年4月1日、フランスのル・カネにて死去した。88歳没。

## おもな曲
- 「ジェット・ストリーム（ロワールの星）」 … TOKYO FM・JFN系『JET STREAM』の放送2000回を記念して、エンディングテーマとして作曲した。
- 「雪のオリンピア」
- 「愛をもう一度〜レット・ミー・トライ・アゲイン」
- 「光と風のプレリュード」- ホンダ・プレリュードTV-CF曲
- 「太陽の中の恋（プチ・レインボー／サマー・ラブ・センセーション）」- ベイ・シティ・ローラーズの同名曲のカバー。ニッポン放送のかつての午前ワイド番組「玉置宏の笑顔でこんにちは」テーマ曲でもあり、また上記と同じ午前中のラジオ番組で1978年頃に放送されていたRKK熊本放送のワイド番組で「RKKモーニングダイヤル」のテーマ曲でもあった。
- 「グラン・プリ」- モーリス・ジャール作曲の同名映画主題曲のカバー。NHK-FMの「サウンド・オブ・ポップス」テーマ曲
- 「LA VIE, LA VIE（美しき世界）(美しい人生)」- ミッシェル・デルペッシュの同名曲のカバー。FM大阪の「JOBUアフタヌーンサウンド」テーマ曲

など